# Critérium de vitesse de Basse-Normandie
Critérium de vitesse de Basse-Normandie är ett travlopp för 4-10-åriga varmblod som körs på Hippodrome d'Argentan i Frankrike varje år i början av augusti. Det är ett Grupp 2-lopp, det vill säga ett lopp av näst högsta internationella klass. Loppet körs över distansen 1609 meter med autostart (bilstart). Förstapris är 54 000 euro.

## Vinnare
| År   | Häst                                              | Land                                              | Efter                                             | Kusk                                              | Tränare                                           | Tid                                               |
| ---- | ------------------------------------------------- | ------------------------------------------------- | ------------------------------------------------- | ------------------------------------------------- | ------------------------------------------------- | ------------------------------------------------- |
| 2024 | Hohneck                                           | Frankrike                                         | Royal Dream                                       | Gabriele Gelormini                                | Philippe Allaire                                  | 1'09"2                                            |
| 2024 | Just A Gigolo                                     | Frankrike                                         | Boccador de Simm                                  | David Thomain                                     | Philippe Allaire                                  | 1'10"6                                            |
| 2023 | Capital Mail                                      | Italien                                           | Nad El Sheba                                      | Gabriele Gelormini                                | Fabrice Souloy                                    | 1'10"1                                            |
| 2022 | Ce Bello Romain                                   | Frankrike                                         | Jam Pridem                                        | Anthony Barrier                                   | Sylvain Gérard Dupont                             | 1'10"2                                            |
| 2021 | Ce Bello Romain                                   | Frankrike                                         | Jam Pridem                                        | Mathieu Mottier                                   | Sylvain Gérard Dupont                             | 1'09"9                                            |
| 2020 | Inställt p.g.a. den pågående coronaviruspandemin. | Inställt p.g.a. den pågående coronaviruspandemin. | Inställt p.g.a. den pågående coronaviruspandemin. | Inställt p.g.a. den pågående coronaviruspandemin. | Inställt p.g.a. den pågående coronaviruspandemin. | Inställt p.g.a. den pågående coronaviruspandemin. |
| 2019 | Aubrion du Gers                                   | Frankrike                                         | Memphis du Rib                                    | Jean-Michel Bazire                                | Jean-Michel Bazire                                | 1'13"5                                            |
| 2018 | Up And Quick                                      | Frankrike                                         | Buvetier d'Aunou                                  | Franck Nivard                                     | Antoine Lhérété                                   | 1'10"7                                            |
| 2017 | Up And Quick                                      | Frankrike                                         | Buvetier d'Aunou                                  | Franck Nivard                                     | Franck Leblanc                                    | 1'09"4                                            |
| 2016 | Un Mec d'Héripré                                  | Frankrike                                         | Orlando Vici                                      | Jean-Michel Bazire                                | Fabrice Souloy                                    | 1'10"0                                            |
| 2015 | Aladin d'Écajeul                                  | Frankrike                                         | Quaker Jet                                        | Éric Raffin                                       | Sébastien Guarato                                 | 1'09"8                                            |
| 2014 | Quinoa du Gers                                    | Frankrike                                         | Ganymède                                          | Franck Nivard                                     | Fabrice Souloy                                    | 1'12"                                             |
| 2013 | Texas Charm                                       | Frankrike                                         | Cygnus d'Odyssée                                  | Julien Dubois                                     | Philippe Moulin                                   | 1'12"3                                            |
| 2012 | Quaker Jet                                        | Frankrike                                         | Love You                                          | Jean-Étienne Dubois                               | Jean-Étienne Dubois                               | 1'13"1                                            |
| 2011 | Nouba du Saptel                                   | Frankrike                                         | Canada                                            | Yves Dreux                                        | Pascal-André Geslin                               | 1'10"                                             |
| 2010 | Nouba du Saptel                                   | Frankrike                                         | Canada                                            | Yves Dreux                                        | Pascal-André Geslin                               | 1'14"4                                            |
| 2009 | Orlando Sport                                     | Frankrike                                         | Hand du Vivier                                    | Sébastien Baude                                   | Roger Coueffin                                    | 1'11"4                                            |
| 2008 | Russel November                                   | Tyskland                                          | General November                                  | Hugo Langeweg                                     | Hugo Langeweg                                     | 1'10"9                                            |
| 2007 | Laura d'Amour                                     | Frankrike                                         | Viking's Way                                      | Stéphane Chauveau                                 | Stéphane Chauveau                                 | 1'13"4                                            |
| 2006 | Ipsos de Pitz                                     | Frankrike                                         | Biesolo                                           | Nicolas Mathias                                   | Stéphane Provoost                                 | 1'12"4                                            |
| 2005 | Love You                                          | Frankrike                                         | Coktail Jet                                       | Jean-Pierre Dubois                                | Jean-Pierre Dubois                                | 1'10"7                                            |
| 2004 | Jag de Bellouet                                   | Frankrike                                         | Viking's Way                                      | Joseph Verbeeck                                   | Christophe Gallier                                | 1'11"1                                            |
| 2003 | Jackhammer                                        | Sverige                                           | Demilo Hanover                                    | Jean-Philippe Mary                                | Ulf Nordin                                        | 1'13"2                                            |
| 2002 | Jam Pridem                                        | Frankrike                                         | Coktail Jet                                       | Jean-Étienne Dubois                               | Jean-Étienne Dubois                               | 1'13"1                                            |
| 2001 | Ivory Pearl                                       | Frankrike                                         | Coktail Jet                                       | Jean-Michel Bazire                                | Jean-Luc Bigeon                                   | 1'13"1                                            |
| 2000 | Gisella du Gîte                                   | Frankrike                                         | Riton du Gîte                                     | Sylvain Lelièvre                                  | Sylvain Lelièvre                                  | 1'11"3                                            |
| 1999 | Giesolo de Lou                                    | Frankrike                                         | Biesolo                                           | Jean-Paul Fichaux                                 | Jean-Étienne Dubois                               | 1'13"4                                            |
| 1998 | Paparazzy                                         | Sverige                                           | Quito de Talonay                                  | Gilbert Martens                                   | Gilbert Martens                                   | 1'13"8                                            |
| 1997 | Paparazzy                                         | Sverige                                           | Quito de Talonay                                  | Gilbert Martens                                   | Gilbert Martens                                   | 1'13"3                                            |
| 1996 | Derby du Gîte                                     | Frankrike                                         | Riton du Gîte                                     | Sylvain Lelièvre                                  | Sylvain Lelièvre                                  | 1'11"3                                            |
| 1995 | Coktail Jet                                       | Frankrike                                         | Quouky Williams                                   | Jean-Étienne Dubois                               | Jean-Étienne Dubois                               | 1'11"8                                            |
| 1994 | Uséria                                            | Frankrike                                         | Jorky                                             | Gilles Baudron                                    | Gilles Baudron                                    | 1'13"8                                            |
| 1993 | Vrai Lutin                                        | Frankrike                                         | Lutin d'Isigny                                    | Jean-Pierre Viel                                  | Jean-Pierre Viel                                  | 1'14"4                                            |
| 1992 | Volcan des Rotours                                | Frankrike                                         | High Echelon                                      | Xavier Cavey                                      | Xavier Cavey                                      | 1'13"2                                            |
| 1991 | Ultime Atout                                      | Frankrike                                         | Jalno                                             | Ghislain Fontenay                                 | Ghislain Fontenay                                 | 1'19"                                             |
| 1990 | Sabre d'Avril                                     | Frankrike                                         | Hadol du Vivier                                   | Jean-Pierre Viel                                  | Jean-Pierre Viel                                  | 1'14"8                                            |
| 1989 | Riton du Gîte                                     | Frankrike                                         | Buffet II                                         | Sylvain Lelièvre                                  | Georges Lelièvre                                  | 1'12"8                                            |
| 1988 | Ruanito d'Arc                                     | Frankrike                                         | Dianthus                                          | Ulf Nordin                                        | Ulf Nordin                                        | 1'13"7                                            |
| 1987 | Quartz                                            | Frankrike                                         | Granit                                            | Jean-Claude Hallais                               | Jean-Claude Hallais                               | 1'14"9                                            |
| 1986 | Navigo                                            | Frankrike                                         | Elpenor                                           | Roger Baudron                                     | Roger Baudron                                     | 1'15"9                                            |
| 1985 | Mozon                                             | Frankrike                                         | Discret d'Amour                                   | Jean-Paul Fairand                                 | Jean-Paul Fairand                                 | 1'14"6                                            |
| 1984 | Mozon                                             | Frankrike                                         | Discret d'Amour                                   | Jean-Paul Fairand                                 | Jean-Paul Fairand                                 | 1'14"9                                            |
| 1983 | La Bourrasque                                     | Frankrike                                         | Buffet II                                         | Jean-Pierre Viel                                  | Jean-Pierre Viel                                  | 1'17"6                                            |
| 1982 | Jivaso                                            | Frankrike                                         | Tivaso P                                          | André Blandin                                     | Michel-Jacques Marie                              | 1'18"4                                            |
| 1981 | Iris de Vandel                                    | Frankrike                                         | Ura                                               | Roland Dersoir                                    | Roland Dersoir                                    | 1'18"1                                            |
| 1980 | Hacha                                             | Frankrike                                         | Uti Rogas II                                      | Gilles Baudron                                    | Roger Baudron                                     | 1'17"                                             |